# Osmo Vänskä

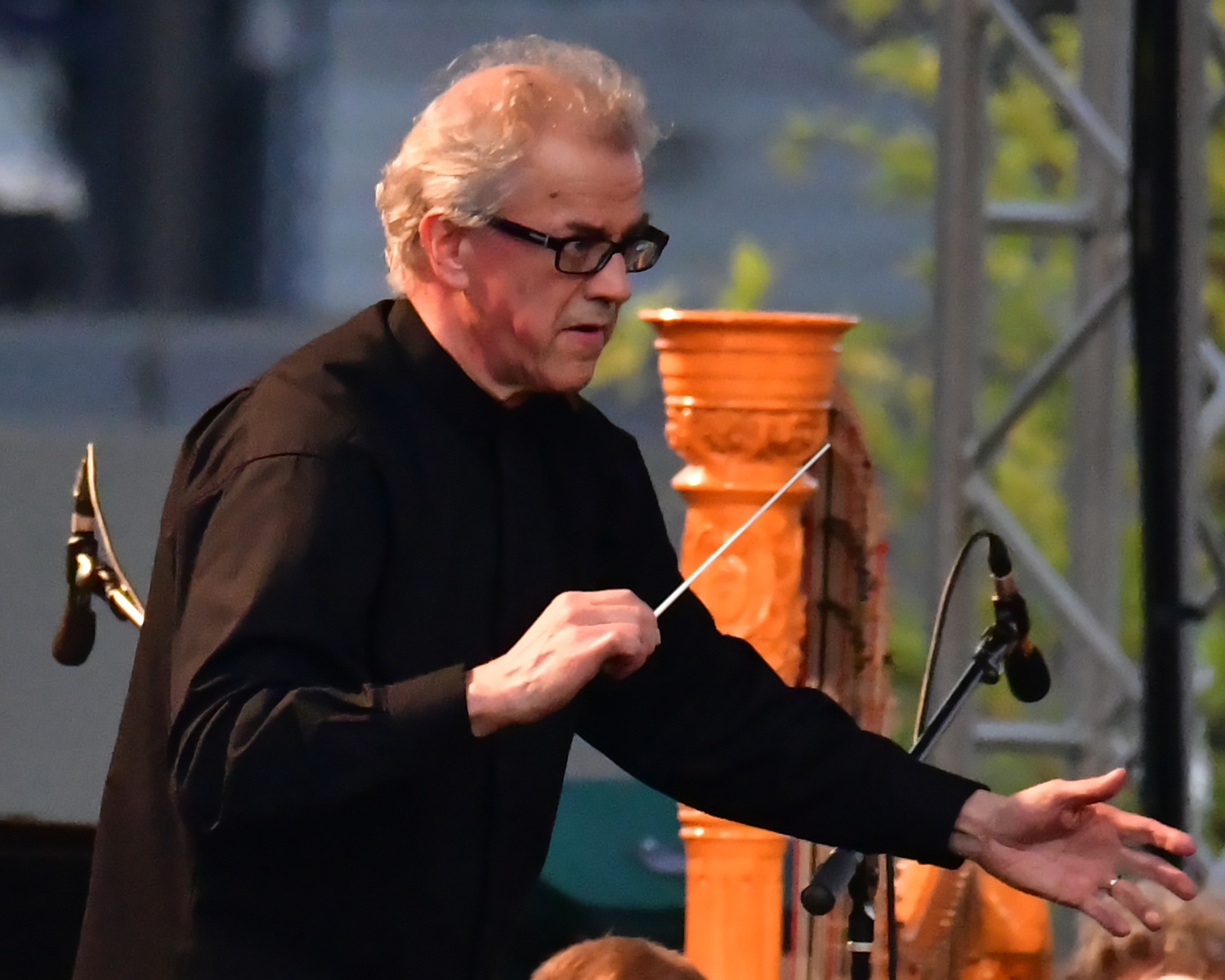
Osmo Vänskä, 2017

Osmo Antero Vänskä (* 28. Februar 1953 in Sääminki, Finnland) ist ein finnischer Dirigent.

## Karriere
Vänskä begann seine musikalische Karriere als Klarinettist. Nach dem Studium an der Sibelius-Akademie Helsinki und in Berlin bei Karl Leister war er zunächst 1. Klarinettist im Philharmonischen Orchester Turku (1971–1977) bzw. 1977–1982 stellvertretender 1. Klarinettist der Philharmonie Helsinki. Das Dirigierexamen an der Sibelius-Akademie legte er 1979 bei Jorma Panula ab. Im Jahr 1982 gewann Vänskä den Dirigentenwettbewerb in Besançon.
Vänskä war von 1988 bis 2008 Chefdirigent der Sinfonia Lahti, von 1993 bis 1996 auch des Isländischen Sinfonieorchesters bzw. ab 1996 Chefdirigent des BBC Scottish Symphony Orchestra. Seit 2003 ist Vänskä Chefdirigent des Minnesota Orchestra, mit dem er seit 2004 u. a. die Beethoven-Sinfonien und die Sibelius-Sinfonien komplett eingespielt hat. Die CD-Aufnahme der neunten Sinfonie erhielt 2007 eine Grammy-Nominierung. Vänskä lebt in Minneapolis.
Erste internationale Beachtung und Anerkennung erlangte der Dirigent mit einer CD-Aufnahme, die erstmals das Violinkonzert von Jean Sibelius in der Urfassung – zudem gemeinsam mit der revidierten Fassung – präsentiert. Solist beider Fassungen ist Leonidas Kavakos. Dieser Aufnahme folgte die Gesamtaufnahme der 7 Sinfonien bzw. sämtlicher Orchesterwerke von Jean Sibelius. Ebenfalls auf dem schwedischen Label BIS erschienen sind Aufnahmen mit Werken u. a. von Kalevi Aho, Einojuhani Rautavaara, Bernhard Crusell, Uuno Klami, Sofia Gubaidulina und Joonas Kokkonen. Im Jahre 2016 führte er mit dem Minnesota Orchestra das von ihm an den Schweizer Klarinettisten und Komponisten Claudio Puntin in Auftrag gegebene Werk „Aroma“ für Klarinette und Orchester auf, mit dem Komponisten als Solisten an Klarinette, Bassklarinette und Electronics.
2018 wurde bekannt, dass Vänskä sein Amt als Chefdirigent des Minnesota Orchestra im August 2022 niederlegen wird. Im Januar 2020 übernahm er zudem die Leitung des Seoul Philharmonic Orchestra, wo er als Chefdirigent mit einem Dreijahresvertrag antrat.

## Diskografie (Auswahl)
- Gustav Mahler: Symphony No. 8 in E-Flat Major "Symphony of a Thousand" (Live). Carolyn Sampson, Jacquelyn Wagner, Sasha Cooke, Jess Dandy, Barry Banks, Julian Orlishausen, Christian Immler, Minnesota Orchestra. Dirigent: Osmo Vänskä. BIS Records, 2023[4]

## Belege
1. ↑  CD-Beiheft Jean Sibelius Violin Concerto in d-minor, op. 47. Original Version (1903/04). Violin Concerto in d minor, op. 47, Final Version (1905), BIS-CD-500, S. 28
2. ↑  Osmo Vänskä Announces Plans to Conclude his Tenure as Minnesota Orchestra Music Director Following 2021-22 Season. In: minnesotaorchestra.org. 5. Dezember 2018 (englisch).
3. ↑  Osmo Vänskä announced as Music Director of Seoul Philharmonic Orchestra. In: harrisonparrott.com. 30. April 2019 (englisch).
4. ↑  
Aron Sayed: Kreis der Schöpfung. In: Klassik.com. 2. Januar 2025, abgerufen am 20. Juni 2025.

| Personendaten    | Personendaten                            |
| ---------------- | ---------------------------------------- |
| NAME             | Vänskä, Osmo                             |
| ALTERNATIVNAMEN  | Vänska, Osmo Antero (vollständiger Name) |
| KURZBESCHREIBUNG | finnischer Dirigent                      |
| GEBURTSDATUM     | 28. Februar 1953                         |
| GEBURTSORT       | Sääminki, Finnland                       |